# Zvolská homole
Skalnatý vrch Homole s přírodní rezervací Zvolská homole tvoří pravý břeh Vltavy na území Zvole nad Vraným nad Vltavou, je součástí přírodního parku Střed Čech. Svůj název má podle nedaleké obce Zvole a podle tvaru skály, tyčící se nad hladinou Vltavy. Ze skály, která nad Vltavu vyčnívá, je velký rozhled jak na Vrané, tak na nejjižnější části Prahy.
Přírodní rezervace byla vyhlášena roku 1989, od Zvole se nachází 1,5 km severozápadním směrem a její rozloha je 47 ha.
Rezervace zaujímá vrcholový a četné svahové prostory stejnojmenného vrchu o nadmořské výšce 327 metrů, který geomorfologicky náleží do celku Pražská plošina, podcelku Říčanská plošina a okrsku Uhříněveská plošina.

## Přístup
Zvolská homole je přístupná pěšky, přiblížit se k ní dá různými druhy dopravy:
- MHD: ze Smíchova za Strnady a pak přívozem do Vraného
- Osobní linková lodní doprava o víkendech v letní sezóně zde nestaví, první zastávku má až v Měchenicích
- Železnice: z hlavního nádraží, Vršovic nebo Braníka do zastávky Jarov
- Autobus: do obce Zvole nebo Ohrobec

Úbočím Zvolské homole je proražen 390 metrů dlouhý Jarovský tunel na železniční trati Praha – Vrané nad Vltavou – Čerčany/Dobříš. Zvolská homole je náchylná k požárům vzniklým od parního provozu na železniční trati. Hasební zásah je tu díky velkému převýšení nad údolím Vltavy obtížný.

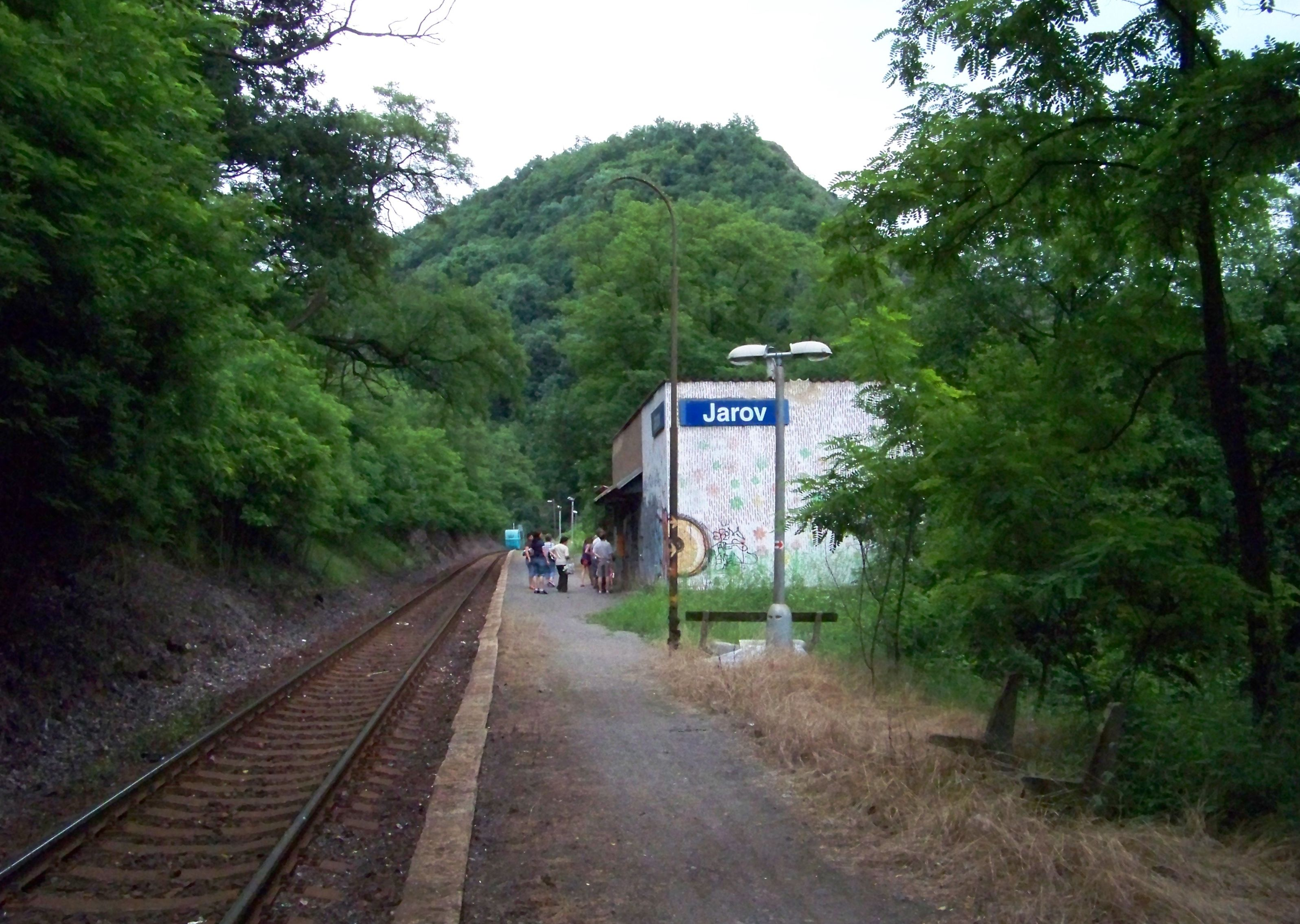
Pohled na Zvolskou homoli ze severu z prostoru železniční zastávky Jarov tzv. Posázavského pacifiku. Trať posléze v oblouku vstupuje do tunelu pod Zvolskou homolí.